# Абердин (Индијана)
Абердин (енгл. Aberdeen) насељено је место без административног статуса у америчкој савезној држави Индијана.

## Демографија
По попису из 2010. године број становника је 1.875.
| Група             | 2000.    | 2010.         |
| Белци             | 0 (0,0%) | 1.642 (87,6%) |
| Афроамериканци    | 0 (0,0%) | 61 (3,3%)     |
| Азијати           | 0 (0,0%) | 49 (2,6%)     |
| Хиспаноамериканци | 0 (0,0%) | 101 (5,4%)    |
| Укупно            | 0        | 1.875         |